# Au pair
Un au pair (/oʊˈpɛər/; pl.: au pairs) es un ayudante de un país extranjero que trabaja para, y vive como parte de una familia de acogida. Por lo general, los au pairs asumen una parte de la responsabilidad de la familia para el cuidado de los niños, así como algunas tareas domésticas, y reciben una asignación monetaria o estipendio para uso personal. Los acuerdos de au pair a menudo están sujetos a restricciones gubernamentales que especifican un rango de edad. El programa au pair es considerado una forma de intercambio cultural que da a la familia y a los au pairs una oportunidad de experimentar y aprender nuevas culturas.
Los acuerdos pueden variar entre Europa, donde se originó el concepto, y América del Norte. En Europa, los au pairs sólo, se supone que, trabajan a tiempo parcial, y a menudo también estudian a tiempo parcial, centrándose generalmente en el idioma del país de acogida. En los Estados Unidos, pueden proporcionar guarderías a tiempo completo. En 1969, se firmó el European Agreement on Au Pair Placement, que entró en vigor en 1971. Las compañías de au pair en los Estados Unidos tienen cuotas no reembolsables significativas una vez que la au pair llega al país. El contrato no garantiza el cuidado de los niños, a pesar de que muchas familias confían en el programa.

## Historia

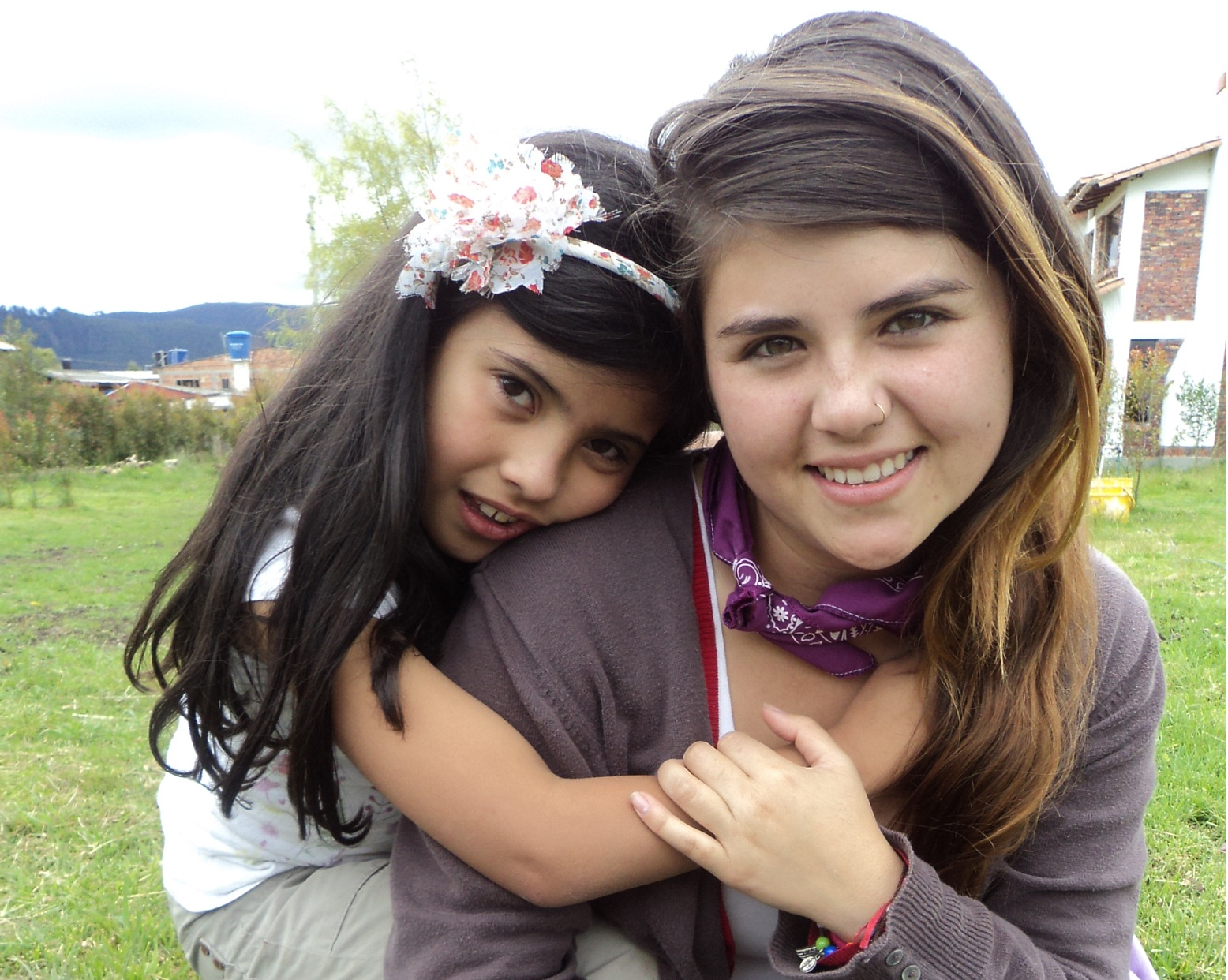
Programa Au Pair

Au pair es una palabra francesa usada para denominar a la persona acogida temporalmente por una familia a cambio de un trabajo, como cuidar a los niños; suele convivir con la familia receptora como un miembro más, y recibe una pequeña remuneración así como comida y alojamiento; en la mayoría de los casos son estudiantes. 
El concepto “au pair” nació en el siglo XVIII en Suiza. Era muy común para familias de clase social alta mandar a sus hijas a vivir con otra familia y cuidar a los niños de esta familia en otra parte del país, en una región donde se hablaba otro idioma. El objetivo de esta costumbre era que las chicas aprendieran otro idioma y ganaran experiencias interculturales. 
La palabra “au pair” significa “a la par” o “igual a” y se usó por primera vez en Francia en el siglo XIX para chicas que llegaron desde Inglaterra a Francia y se quedaron con una familia francesa para enseñarles inglés a los niños de esta familia. En cambio, las chicas inglesas aprendieron a hablar francés y la etiqueta francesa.
El objetivo del au pair es el conocimiento de una lengua y de una cultura diferente.
Muchos jóvenes quieren mejorar sus conocimientos de idioma a través de una estancia au pair. También es una oportunidad para viajar a otros países y conocer otras culturas, sin tener gastos muy altos. Para muchos jóvenes la experiencia au pair es la primera vez que viven y trabajan fuera de su país, por lo tanto una estancia au pair apoya el proceso de madurez y de independizarse.

## Acuerdo
Un au pair es un acuerdo donde un hombre o una mujer (límite de edad dependiendo del país) vive un máximo de dos años en el extranjero como miembro de una familia local, ayudando en la casa un número determinado de horas al día, teniendo a menudo dos días completos de descanso semanal, todo esto será acordado con la familia. Las horas extras son: (eventos, vacaciones y servir de niñero de noche). A cambio reciben un salario, hospedaje y alimentación en casa de la familia anfitriona, habitación privada y en algunos casos, transporte, experiencia con una cultura diferente y perfeccionar otros idiomas; todo esto dependiendo del acuerdo entre la familia anfitriona y el Au pair.
El Consejo de Europa recomienda que todos los au pair acuerden un modelo de contrato con su familia.
Para trabajar como au pair, una persona tiene que cumplir con varios requisitos que pueden variar en cada país: 
edad mínima de 18 años (excepción: Inglaterra con una edad mínima de 17 años), edad máxima: 26-30 años, soltero/a y sin hijos, experiencia con niños, certificado de salud, certificado de buena conducta sin antecedentes policiales.
El horario de trabajo también depende del país y del contrato con la familia de acogida. En general, un au pair trabaja alrededor de 30 horas por semana, lo que incluye cuidar a los niños una o dos noches por semana. Los au pairs también tienen derecho a por lo menos un día libre por semana que tiene que ser un domingo una vez al mes.
En la Unión Europea, según el Consejo de Europa, un au pair tiene que ganar un sueldo mínimo entre 200 y 400 euros mensuales. Este sueldo se paga también en caso de enfermedad o durante las vacaciones. En algunos países las familias de acogida pueden deducir parte del sueldo au pair de los impuestos.

## Proceso de búsqueda de familia y colocación
Una vez cumplidos los requisitos, hay dos opciones para encontrar una familia de acogida. Es posible contratar a una agencia o buscar una familia de acogida por Internet. 
La agencia verifica referencias, si requiere asistirá a documentos adicionales, y una vez procesada la aplicación, todo el perfil de el au pair será enviado a la agencia receptora para un análisis posterior. Cuando sea confirmada y aprobada la aplicación, el archivo se hará disponible a las familias potenciales de cualquier parte de los países a los que se está aplicando.
Si una familia se interesa en algún perfil, se programa una entrevista telefónica o vía Skype, se iniciarán comunicaciones electrónicas para conocer mejor a la familia y si existe un mutuo acuerdo laboral y salarial, la familia hará una oferta de trabajo, la cual al ser aceptada, generará un contrato de trabajo por un año.
En algunos países, como los Estados Unidos, es obligatorio contratar a una agencia reconocida para poder obtener la visa au pair. 
La búsqueda por Internet se realiza a través de una página web, donde tanto los au pairs como las familias de acogida pueden subir un perfil y contactarse directamente, sin tener que usar los servicios de una agencia. Este servicio es gratis para los au pairs y el proceso de encontrar una familia de acogida suele ser más rápido y menos complicado, sobre todo dentro de la Unión Europea, pero también menos seguro.

## Responsabilidades
Se espera que los au pairs hagan una combinación de cuidado infantil y tareas dómesticas sencillas. No son responsables de las tareas del hogar que no estén relacionadas con los niños o las áreas comunes de la vivienda, que son ordenadas por todos los miembros de la familia. Las tareas de un au pair pueden incluir:
- Despertar a los niños.
- Llevarles o traerles del colegio.
- Ayudarles con sus deberes escolares.
- Jugar con ellos.
- Realizar salidas al parque, grupos de juego y otras actividades.
- Prepararles comidas ligeras y limpiar después de las comidas.
- Lavar y planchar la ropa de los niños.
- Hacer las camas de los niños.
- Poner en orden los juguetes.
- Limpiar la habitación y el baño de los niños.

Una au pair no tiene que:
- Administrar toda la casa
- Preparar comidas para los padres
- Hacer las camas de los padres anfitriones y limpiar sus baños.
- Limpiar los pisos
- Limpiar las ventanas
- Cuidar de las mascotas
- Hacer jardinería
- Supervisar o cuidar a otros niños que no son los niños anfitriones

Los deberes de la au pair también incluyen seguir las reglas de la casa establecidas por la familia anfitriona. Esto incluye respetar el toque de queda, la hora de acostarse y el código de vestimenta, así como seguir las reglas para el uso de la computadora y el teléfono. Estas reglas se pueden describir en un manual del hogar, que se proporciona a la au pair cuando se muda a la familia de acogida. El toque de queda y la hora de acostarse se asignan normalmente según el momento en que la au pair comenzará a trabajar a la mañana siguiente.

## Tratamiento
Un au pair debe ser tratado como una parte igual de la familia y no como un siervo, y no estarán obligados a llevar un uniforme. No debe haber malentendidos por ambas partes acerca de lo que esto significa. La práctica habitual es que los au pairs coman con la familia la mayor parte del tiempo y participar en algunas de las actividades familiares habituales tales como excursiones y viajes. Sin embargo, las familias de acogida suelen esperar a tener un poco de tiempo para sí mismos, sobre todo en las noches. Durante este tiempo, un au pair puede retirarse a su habitación para ver televisión, estudiar o salir con los amigos.
Como empleado, muchos países tienen límites de gobierno como la cantidad de horas que a un au pair se le permite trabajar. Las tareas pueden incluir llevar los niños al colegio a actividades extraescolares, cocinar, limpiar, planchar y cuidar niños. Cada trabajo varía en función de la familia de acogida. A los au pair se le da una paga mensual y todos los gastos son pagados por la familia de acogida.

## Países específicos

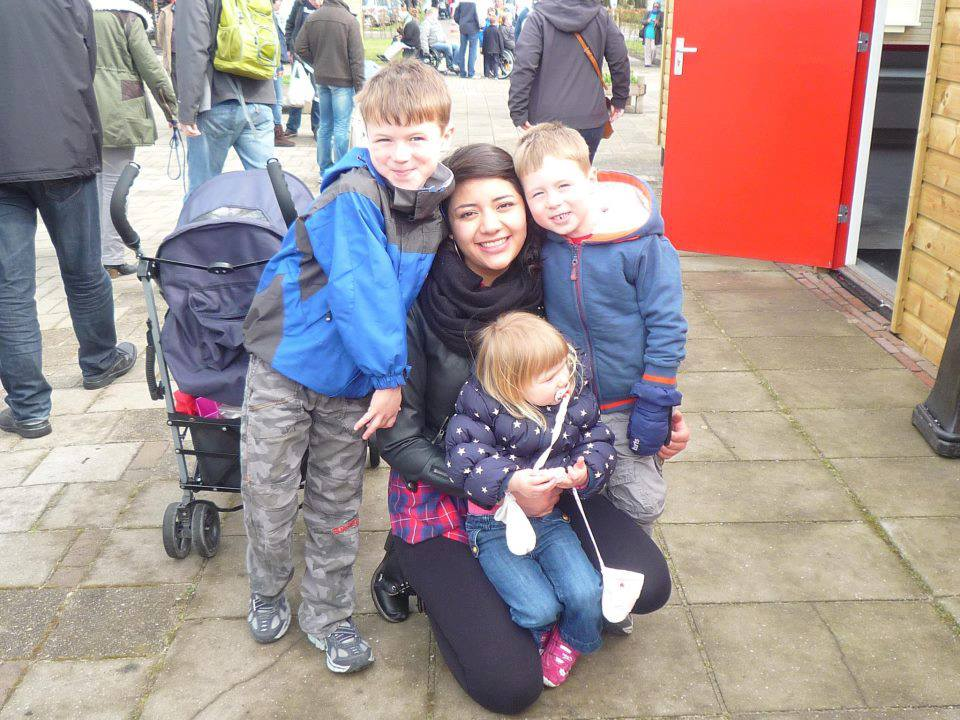
Niños de Holanda con la Au pair ecuatoriana que los cuida.

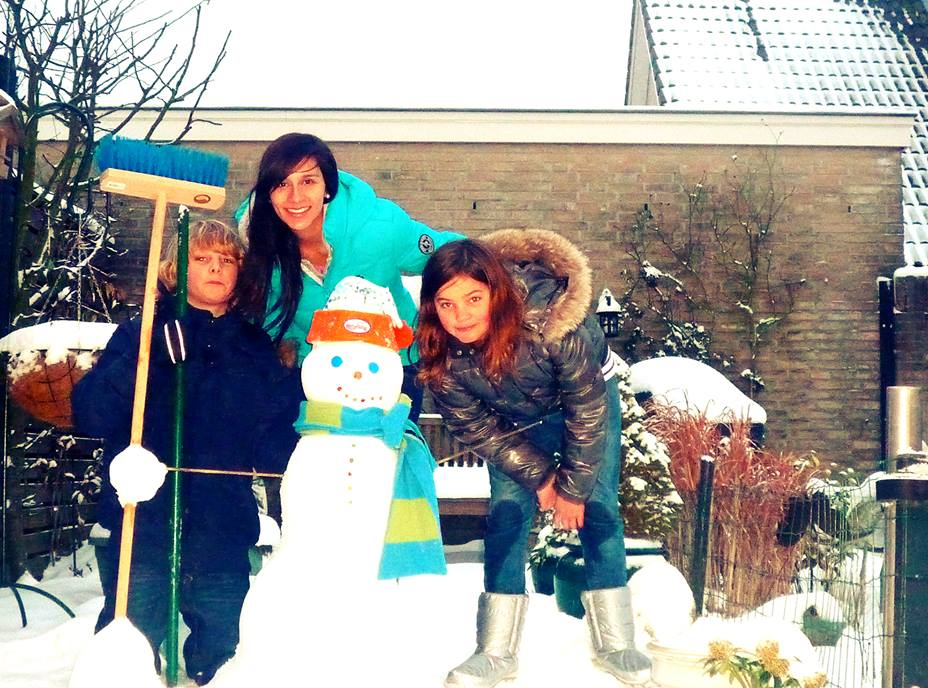
Au pair colombiana compartiendo con los niños en invierno.

### Países Bajos
Países Bajos es uno de los países para viajar como Au Pair. Ubicado al noroeste de Europa, este se encuentra dentro de la gran oferta de países en los que cualquier niña interesada puede aplicar al programa de Au Pair y que fácilmente puede tomar como destino por un año donde vivirá con su familia anfitriona.
Países Bajos ofrece un sin fin de actividades, montar bicicleta como medio de transporte, conocer museos entre ellos: museos históricos, Museos de arte, Museos nacionales, Museos de ciencias, Museos de arquitectura, Museos para la diversión, Museos para niños, deleitarse de un buen queso y asistir a las típicas fiestas neerlandesas.
Solo para Países Bajos aplican niñas.

#### Requisitos generales para Países Bajos
Usted tiene que tener entre 18 y 26 años (25 años para solicitar una visa)
- Usted debe hablar Inglés o alemán, o francés, o el neerlandés a un nivel razonable.
- Usted debe tener experiencia práctica de cuidado de niños y ser capaz de proporcionar referencias escritas para probarlo.
- Usted debe ser un graduado de escuela secundaria o tener un título equivalente.
- Usted debe estar de acuerdo con un año de compromiso.
- No ha sido condenado previamente.
- Usted debe presentar un certificado médico que confirme su bienestar físico y psicológico.
- Usted no está casado y no tiene hijos.
- No haber participado en un programa de Au Pair en los Países Bajos antes.

#### Tareas delau pair
- Va a estar disponible durante al menos 30 horas a la semana.
- Tienes que cuidar a los niños y ayudar con las tareas del hogar, acordando las condiciones con la familia por si el trabajo fuera excesivo.
- Sólo se le permite trabajar para la familia de acogida y no puede trabajar para otros empresarios o particulares.
- Usted debe ser flexible(?) y debe tratar de integrarse en la familia.
- Usted paga por la visa y los gastos de viaje hacia y desde los Países Bajos.

#### Beneficios
- Un mínimo de 340€ dinero de bolsillo al mes por 30 horas a la semana.
- Usted será recogido en el aeropuerto de Schiphol o en una estación de tren o autobús en Ámsterdam por uno de nuestros miembros del personal que, después de una visita introducción a nuestra oficina, se asegurará de que se llega a la familia de acogida de forma segura y sin problemas.
- Recibirá mínimo 700€ a la llegada de su familia de acogida, como contribución a su billete de avión o el billete será pagado en su totalidad dependiendo de la opción solicitada.
- Usted trabaja 30 horas a la semana

### Alemania

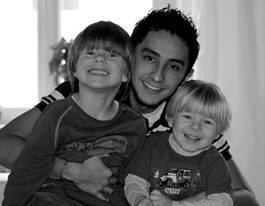
Alejandro Lotta, trabajó como Au Pair Colombiano por 9 meses en Alemania.

Decenas de agentes independientes han surgido en toda Alemania, muchos de ellos miembros de la Sociedad de Au Pair, que cuenta con dos oficinas en Alemania y los miembros de más de 40. The Society sitio web lleva datos de contacto de sus miembros con enlaces a sitios web de la agencia. Agencias comerciales de au pair no cobran una cuota de colocación de au pairs entrantes. La Au-Pair Sociedad e.V. es miembro de la International Au Pair (SIP) y también en un eCaps commettee (Comité Europeo de Normas de Au-Pair), donde los miembros de la Organización Nacional de varios países europeos han definido nuevos estándares para el programa Au-Pair en Europa. Los ciudadanos no comunitarios no menores de 24 años puede llegar a ser au pairs a través de una agencia alemana. Se trata de un requisito general de que las au pairs demuestren que han estudiado alemán. El dinero de bolsillo mensual de un au pair en Alemania se elevó a 260 euros ($ 300 +) en 2006. Algunas familias también dan su au pair un pase de viaje mensual y otros beneficios, como una contribución a la matrícula o los gastos de viaje.

#### Requisitos generales para Alemania
- Edad de 18 - 30 años pero no ser mayor de 26 si son de fuera de la comunidad europea.
- Experiencia en cuidado de niños o personas mayores.
- Pasaporte vigente o dni si resides en la Unión Europea
- Carta de invitación de la familia anfitriona o de la organización Au Pair en alemán[6]
- No ser consumidor de drogas, cigarrillos afuera de la casa.
- Poseer un nivel de alemán A1 no es necesario si su idioma nativo es el inglés. En ocasiones será necesario presentar un certificado del instituto Goethe o equivalente.

Es recomendable hacer un contrato para poder ver los derechos que ejerque cada uno.

#### Derechos del Au pair
- Hospedaje en una habitación digna de al menos 8 m² con acceso a luz solar y con puerta que se pueda cerrar desde adentro
- Baño compartido o único
- 3 comidas al día
- Tener dos dias festivos
- Paga mensual o semmanal
- Transporte para ir a su curso de idiomas pagado por la familia
- Oportunidad de asistir a eventos religiosos
- No trabajar más de 6 h por día

### Australia
Australia se encuentra entre los países que acogen cada año Au Pairs. La lejanía y el exotismo del país hacen del país un destino frecuentado por jóvenes europeos que buscan mejorar su inglés y formar parte de la cultura australiana participando en el día a día de una familia nativa. Para ser Au Pair en Australia, es necesario:
- Tener entre 18 y 30 años: por cuestiones de visado, el rango de edad se encuentra limitado
- Estar dispuesto a estar un mínimo de 3 meses y no más de 6 meses con la misma familia anfitriona: para estancias de 12 meses, el Au Pair deberá cambiar de familia una vez pasados los 6 primeros meses
- Cumplir los requisitos que la embajada exige para la expedición del visado: dependiendo del país de origen del Au Pair, los requisitos para la obtención del visado variarán. El Au Pair deberá informarse en la embajada australiana con sede en su país y cumplir los requisitos para que su solicitud sea aprobada.
- No tener hijos

#### El programa Au Pair en Australia se compone de
- Alojamiento y pensión completa con una misma familia durante un periodo máximo de 6 meses
- Entre 25 y 35 horas de trabajo a la semana
- Al menos un día libre a la semana
- Dos semanas de vacaciones pagadas por seis meses de estancia
- Una paga semanal de entre 150 y 230 dólares australianos

#### Datos adicionales
- El Au Pair pagará los gastos de desplazamiento al país anfitrión
- El Au Pair contratará un seguro

### Austria
La relación de las au pair está bien establecida en Austria y son atendidas por varias agencias que están acostumbradas a tratar con aplicaciones directas de los extranjeros. Los requisitos no son extenuantes y muchos sin experiencia de 18 años de edad se les suele contratar. Las agencias pueden tomar mucho tiempo para responder y puede ser necesario algún tipo de seguimiento e-mail y llamadas telefónicas. La norma es que las agencias deben cobran a sus au pairs una tasa equivalente al dinero de una semana. Oficialmente, los au pairs de fuera de Europa deben obtener un permiso de trabajo y residencia (Beschäftigungsbewilligung). La familia que los emplea debe inscribirse en su oficina local de empleo por lo menos dos semanas antes de la fecha de inicio. Antes de que el permiso pueda ser aprobado y expedido por un Anzeigebestätigung, las autoridades deben ver un acuerdo o contrato (firmado por el empleador y la au pair) y la prueba de que la salud y cobertura de seguros de accidentes haya sido obtenido por la au pair.

#### Requisitos para ser Au pair en Austria
- Tener entre 18 y 27 años de edad
- Experiencia comprobable en cuidado infantil
- Nivel A1 de alemán
- No haber sido au pair en Austria en los últimos 5 años
- No tener antecedentes penales

#### Derechos de la au pair
- Alojamiento en habitación individual
- 3 comidas al día, 7 días a la semana
- La au pair debe ir a un curso de alemán los primeros 6 meses la familia debe cubrir 50 % del costo.
- La Au pair no debe trabajar más de 20 horas a la semana y debe tener al menos 1 día libre por semana.
- La au pair tiene derecho a 30 días de vacaciones al año
- La au pair recibe como dinero de bolsillo 14 pagos de 374 euros (12 mensualidades más dos pagas extras por vacaciones y bono navideño)

### Canadá
El formato au pair en Canadá no es igual que al del resto del mundo. El gobierno canadiense tiene el programa Live-In Caregiver, que cuenta con otras necesidades que el programa au pair. Las calificaciones estándar son reguladas por el gobierno federal, aunque las condiciones de empleo se determinan a nivel provincial. Los requisitos incluyen un mínimo de 6 meses de formación o 1 año de empleo compatibles en los últimos 3 años (aunque se aplican varias excepciones y disposiciones adicionales).

### España
La posibilidad de trabajar de au pair en España es muy alta. La mayoría de los puestos de trabajo están en las ciudades y alrededores de Madrid y Barcelona, también hay puestos de trabajo en ciudades como Marbella y Tenerife de vez en cuando. En la zona Norte la agencia AupairIdiomas da cobertura en La Rioja, País Vasco, Navarra, Castilla y León y Aragón principalmente. Varias agencias de au pair en España se asocian con las escuelas de idiomas, tales como Centros Europeos Galve o Present Perfect en Madrid, Kingsbrook en Barcelona, International Au Pais & Language abroad en Marbella, Cruzando Límites en Sevilla o en la provincia de Cádiz ServiHogar y en el norte en Cantabria ADAYSS Agencia de Au-pair. La mayoría de las familias españolas no solicitan tarea doméstica y la exigencia que sólo se les requieres es que la au pair puedad enseñar Inglés a sus hijos. El dinero para gastos mínimos de una au pair en la actualidad es 55-60 euros a la semana. También hay oportunidades para los jóvenes a permanecer con las familias españolas a cambio de hablar Inglés con los niños sin tener que hacer las tareas domésticas o cuidar a los niños. Estadounidenses y canadienses que deseen trabajar como au pair deben solicitar una visa de estudiante antes de salir de casa. Oficialmente, la Embajada requiere una oferta de trabajo de la familia y una carta de la escuela donde la au pair está matriculada para estudiar español durante al menos 20 horas a la semana.
Criterios básicos específicos
Los au pairs potenciales deben tener:
- Entre 17 y 30 años de edad.
- Tener experiencia al cuidado de niños.
- Ser no fumador y que no consuma drogas.
- Hablar español conversacional básico (no es obligatorio).
- Los nativos ingleses tienen una gran demanda.

Condiciones habituales
- Seguro: si el Au Pair pertenece a un país miembro de la Unión Europea, éste deberá solicitar la Tarjeta Sanitaria Europea, válida en España. Además, se recomienda que la Familia Anfitriona contrate un seguro de accidentes y de responsabilidad civil durante la estancia.
- Si el Au Pair no proviene de la Unión Europea, el Au Pair será encargado de la contratación del seguro médico privado que será pagado mitad por el Au Pair y la otra mitad por la familia anfitriona, salvo que se establezca lo contrario en el contrato con la familia anfitriona.
- Idioma: no es necesario ningún conocimiento mínimo de español, no obstante, con el fin que el/la Au Pair se integre lo antes posible en la vida familiar y cultura española, es recomendable un básico conocimiento del español.
- Paga semanal: 60-90€, 65-95 US$, 45-65 GBP

### Finlandia
Las responsabilidades de una au pair también incluyen quehaceres de la casa, por un total de seis horas al día, cinco días a la semana. Los au pair tienen su propia habitación, se les proporciona alimentación y se paga una asignación semanal por el importe de al menos 252€ mes (mínimo establecido por la normativa finlandesa). Además, la familia de acogida se encargará de un curso de lengua finesa o sueca para ayudar al au pair a comunicarse mejor con los niños y sacar más provecho de su estancia en Finlandia. Los au pairs pueden permanecer con sus familias de acogida durante un máximo de un año o negociar una estancia más corta.

### Suiza
Los interesados en una posición doméstica con una familia suiza deben saber las reglas establecidas por cada cantón suizo. Si es mujer debe ser una mujer entre las edades de 17 (18 en Ginebra) y 29 de Europa Occidental, América del Norte, Australia o Nueva Zelanda, permanecer por un mínimo de un año y un máximo de 18 meses y deben asistir a un mínimo de tres horas semanales de clases de idiomas en Zúrich y cuatro en Ginebra. Las familias en muchos lugares están obligadas a pagar la mitad de los gastos de escolaridad del idioma, que oscila entre los 500-1.000 francos suizos durante seis meses. Los au pairs de Suiza deben trabajar un máximo de 30 horas por semana, además de cuidar a los niños una o dos veces a la semana. El salario mensual varía entre los cantones, pero el rango normal es de 590-740 francos suizos después de todas las cotizaciones de impuestos obligatorios y el seguro de salud.
Otro país sería Estados Unidos
Necesitas tener entre 18 y 26 años
Necesitas tener bachillerato y carnet de conducir 
Las au pairs pueden trabajar un máximo de 45 horas.
El salario es de 197.75 a la semana pero hay excepciones como Massachussets en los que el salario cambia.
Las obligaciones de la au pair son las mismas que en los demás países.
La familia paga 500 dolares para tus estudios.
Tienes que pagar impuestos cada año.